# Claudius Postumus Dardanus

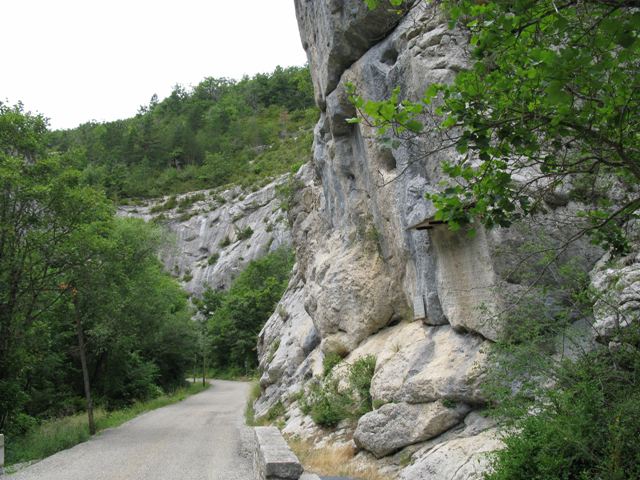
Die Straße de Saint-Geniez heute. Die in den Fels gemeißelte Inschrift des Dardanus befindet sich vorne rechts.

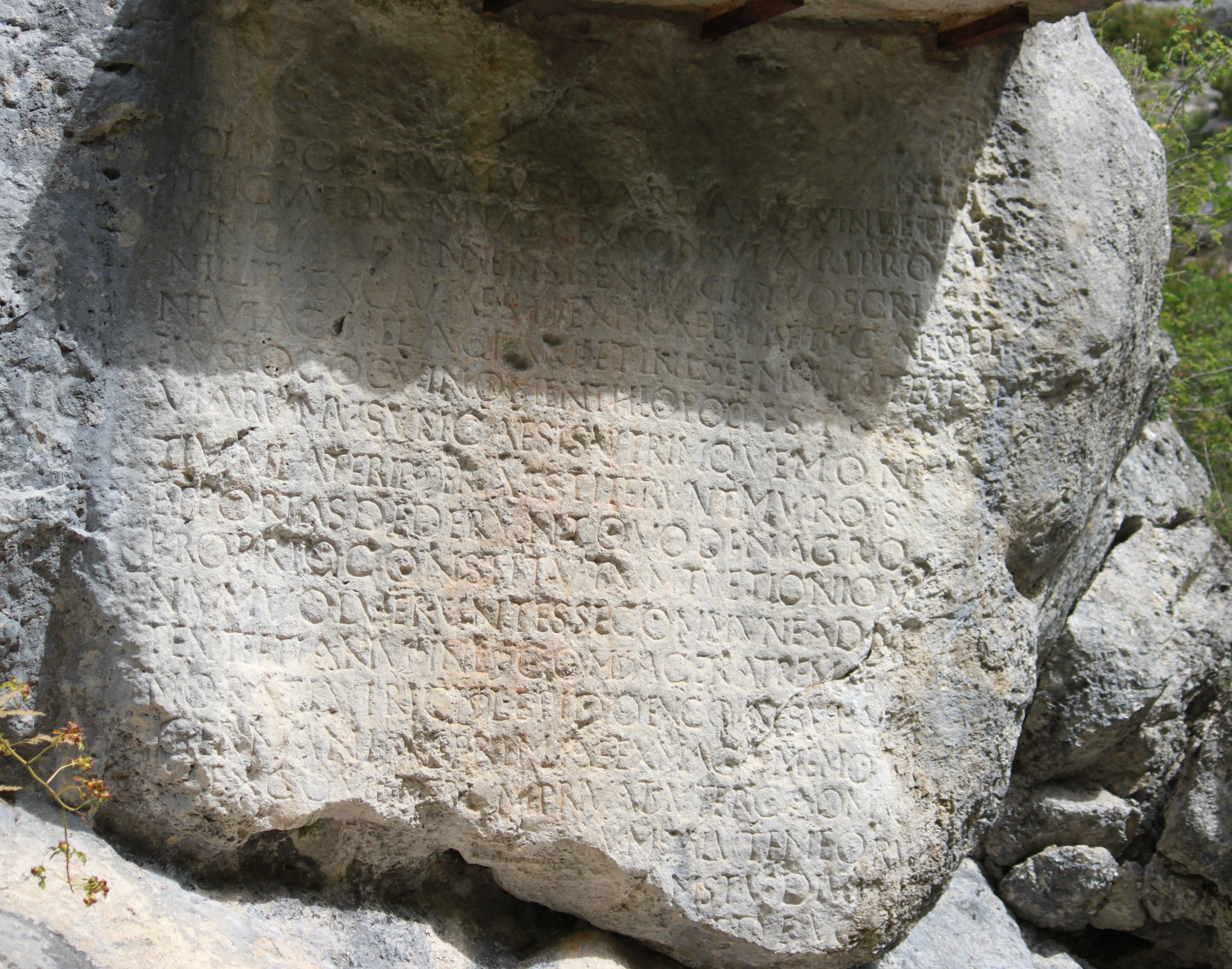
Die Inschrift

Claudius Postumus Dardanus war ein weströmischer, spätantiker Jurist und Staatsmann, der im frühen 5. Jahrhundert lebte. Es sind keine Aufzeichnungen vorhanden, die schlüssig auf sein Geburts- oder Todesjahr, seine gesellschaftliche Herkunft und Ausbildung schließen lassen könnten. Er absolvierte unter dem jungen weströmischen Kaiser Flavius Honorius eine bemerkenswerte Karriere und half diesem, die chaotischen Verhältnisse nach den Germaneneinfällen in Gallien, insbesondere die rechtlichen Gegebenheiten dort zu ordnen und zu konsolidieren. Die außergewöhnliche Laufbahn des loyalen Staatsdieners, der ein bekennender Christ war, wurde in den westlichen Alpen, im heutigen Frankreich, in Stein gemeißelt. Der Felsen soll den Zugang zu einer von ihm am Ende seiner beruflichen Laufbahn gestifteten Fluchtburg oder einem sonst gestalteten Zufluchtsort namens Theopolis (Gottesstadt) flankiert haben.

## Leben

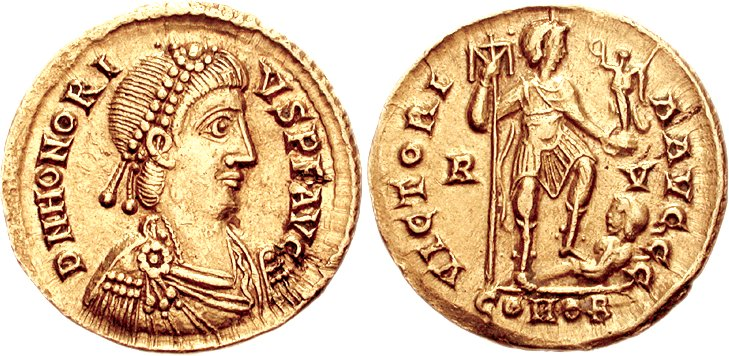
Ein Solidus aus dem Jahr 402 n. Chr. mit dem Profil des Honorius

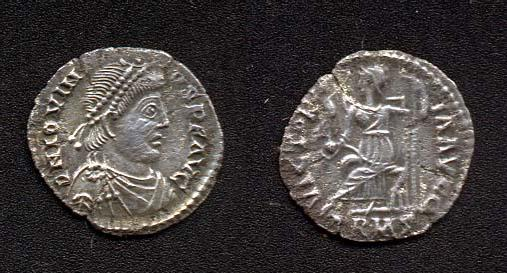
Siliqua des Jovinus

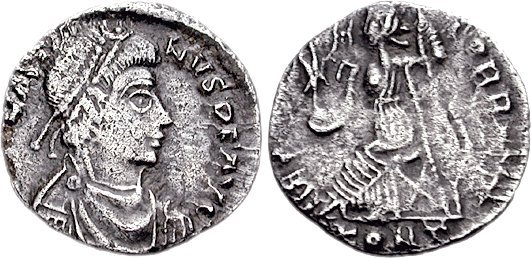
Siliqua des Sebastianus

Möglicherweise war es Dardanus aus einfachen Verhältnissen heraus gelungen, ein Jurastudium zu belegen, um als Anwalt tätig zu werden. Als erstes bekanntes Amt des Dardanus ist das eines Gouverneurs in der Provinz Gallia Viennensis an der Rhone verzeichnet. Nachdem er anschließend die Leitung der kaiserlichen Libellkanzlei wahrgenommen hatte, war er zu einem kaiserlichen quaestor sacri palatii aufgestiegen, womit er auch Mitglied des kaiserlichen Staatsrats (consistorium) wurde. Aus dem Jahr 407 sind mehrere Gesetze überliefert, die sehr wahrscheinlich von Dardanus ausgearbeitet und verfasst wurden.
In den Wirren, die mit der Usurpation von Konstantin III. einhergingen, der Gallien besetzt und seine Residenz in Arles bezogen hatte, wurde Dardanus vermutlich im Spätjahr 408 von Honorius zum Prätorianerpräfekten von Gallien ernannt. Er trat damit zunächst nur nominell die Nachfolge von Limenius an, der vor Konstantin aus Gallien geflohen und am 13. August 408 in Pavia als ein Gefolgsmann des Stilicho ermordet worden war. Nachdem im Jahr 411 der Usurpator Konstantin geschlagen war, wurde Dardanus offiziell von Kaiser Honorius als Präfekt von Gallien bestätigt und mit der ordentlichen Amtsführung betraut.
Im gleichen Jahr kam es im nördlichen Gallien zu einer weiteren Erhebung unter Jovinus, der sich zum weströmischen Kaiser proklamierte. Dardanus gelang es schließlich bis zum Jahr 413 durch geschickte Interventionen, den für Jovinus wichtigsten Verbündeten, nämlich den Westgotenkönig Athaulf, abtrünnig zu machen. Dieser lieferte Jovinus sowie zwei seiner Brüder (darunter der von Jovinus ausgerufene Mitkaiser Sebastianus) an den Präfekten aus. Dardanus enthauptete Jovinus eigenhändig und überbrachte dessen sowie die Köpfe seiner Brüder dem 29-jährigen Regenten Honorius an den Kaiserhof in Ravenna, um ihm die Häupter feierlich vor die Füße zu legen.
Der Präfekt ließ auch die bekannt gewordenen gallischen Anhänger des Usurpators, die dem gallorömischen senatorischen Adel angehörten, ergreifen und hinrichten. Das veranlasste Sidonius, den späteren Bischof von Clermont und Enkel des anfangs unter Konstantin dienenden Prätorianerpräfekten Apollinaris, im Jahr 477 dazu, in einem Schreiben an seinen Freund Aquilinius, der seinerseits ein Enkel des im Jahr 413 hingerichteten nachgerückten Präfekten Decimius Rusticus war, Dardanus herabzuwürdigen.
Wegen seiner bewiesenen Loyalität gegenüber Honorius wurde Dardanus am Ende seiner Laufbahn der Ehrentitel eines patricius verliehen. Alsbald quittierte Dardanus nach diesen Ereignissen, wahrscheinlich um das Jahr 415, den Dienst und zog sich in sein Privatleben zurück.
Er befasste sich intensiv mit Studien zum Christentum und pflegte hierzu einen regen Briefwechsel mit den Kirchenvätern Hieronymus und Augustinus.

## Theopolis

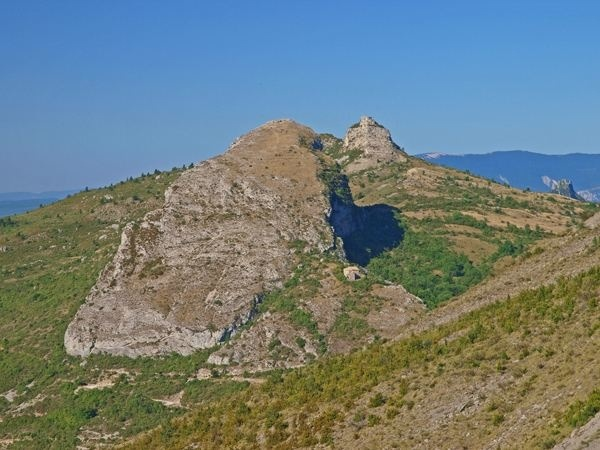
Das alpine Gebirge, durch das die Zugangsstraße zu der kleinen, abgelegenen Gemeinde Saint-Geniez führt. Hier soll der Standort von Theopolis lokalisiert sein.

Laut der Inschrift auf dem Felsen hatte Dardanus zusammen mit seiner Frau Naevia Galla und seinem Bruder Claudius Lepidus die Gottesstadt Theopolis gegründet. Hierbei wurde er, so nimmt es die Forschung an, von den Schriften des Augustinus – „Über den Gottesstaat“ (De civitate Dei) – nach seiner zweiten, tatsächlichen Präfektur inspiriert. Die aufgrund der natürlichen Lage ausgewählte Örtlichkeit – eine festungsähnlich anmutende Liegenschaft – befindet sich etwa 11 Kilometer ostnordöstlich von Sisteron, über dem Oberlauf der Durance, in einer Höhenlage von etwa 1000 Meter und soll sich über eine Fläche von mehreren Quadratkilometern ausgedehnt haben. Das im Besitz oder im Eigentum stehende Areal des Dardanus soll als Zufluchtsstätte und als eine neue Gemeinde für die umliegende Bevölkerung, basierend auf christlichen Grundwerten, gedient haben.
In der Forschung wird auch in Betracht gezogen, dass es sich wegen bisher fehlender archäologischer Belege bei Theopolis lediglich um ein baulich leicht vergängliches Objekt, eine Art Schutzhütte gehandelt haben könnte. Dieser These wird von anderer Seite entgegengehalten, dass schon allein die aufwändigen Straßenbauarbeiten, die gottesfürchtige Bedeutung des Namens und der Anspruch auf ein christliches Gemeindewesen, die auf eine religiös motivierte, großangelegte Stiftung des Gründers hindeuten, bedeutendere Bebauungen vorausgesetzt haben müssen.